# Kryptonim
Kryptonim – nazwa używana zamiast prawdziwej, znanej powszechnie nazwy rzeczy, miejscowości lub w celu określenia osoby, zwykle dla ukrycia jej prawdziwego znaczenia czy sensu.
Kryptonimów używa się zwłaszcza w działalności wojskowej i wywiadowczej, w celu określania znanych wszystkim zainteresowanym stronom pojęć, jak np. nazwa miasta, określenie zadania czy projektu lub nazwisko szpiega w sposób, który zapobiega rozpoznaniu prawdy przez osoby postronne. Na przykład niemiecki plan ataku na ZSRR w 1941 miał kryptonim plan Barbarossa, niepozwalający osobie postronnej domyślić się jakiegokolwiek związku z rzeczywistą treścią zagadnienia. To samo dotyczyło projektu Manhattan polegającego na zbudowaniu bomby atomowej przez Stany Zjednoczone. Inny przykład to słynne kryptonimy Bolek i Zapalniczka na określenie szpiegów inwigilujących środowisko NSZZ „Solidarność”, zgodnie z raportem ministra Andrzeja Milczanowskiego.